# ライスのミラクルビュッフェ
『ライスのミラクルビュッフェ』は、お笑いコンビ・ライスがパーソナリティを務めるネットラジオ番組である。
お笑いラジオアプリGERAにて毎週水曜日20時に更新される。過去3か月分の放送回および厳選回が期間限定で無料聴取できるほか、メンバーシップ会員を対象に、ほぼ全ての過去回や、会員限定動画等が視聴できるサービスが提供されている。

## 概要
ライス初の冠ラジオ番組として、2021年11月17日より全13回の予定で放送を開始した。その後、2022年3月30日にレギュラー番組へと昇格した。
番組名の「ミラクルビュッフェ」は、コンビ名である「ライス」にちなんだ食べ物からの連想で、「好きなものが選べるビュッフェを嫌いな人はいないから」という理由から、関町が命名した。候補としては他にも「魅惑のウルトラボイス」「おかわりし放題」「もう食べれません」「耳に入らせて」等の案があったが、それらのリストを見た田所が消去法で決定した。
番組のファンネームは、田所の出身・在住地である「蒲田」にちなみ、「カマター」という。
パーソナリティであるライスは、キングオブコント2016の王者であり、特にネタを書いている田所はNSC講師も務める等、コントへの造詣が深い。毎年キングオブコントの後に収録される感想回では、そんな彼らのコント愛に溢れた一組ずつのネタ解説や裏話が披露されている。

## コーナー

### 現在継続中のコーナー
- 今週の蒲田

田所が子供のころから住み続ける東京のディープなスポット・蒲田に関する噂やオススメ情報、疑問等をメールで送ってもらい、紹介するコーナー。他では考えられないような地域色溢れる実話に加え、「蒲田テレビ（通称カマテレ）」や「蒲田警察署のマスコットキャラクター・キュイン君」等が創作され、リスナーから毎回多くの力作が寄せられている。なお、後述「番組内でのミーム＞#蒲田」を参照。
- 関町の冷めるリーク

番組の出演情報やキングオブコントの決勝メンバーを解禁前にしゃべってしまう、普段からリーク癖のある関町に、聞いている側が冷めるリークを存分にしゃべらせてあげるコーナー。グランジ遠山、サルゴリラ赤羽らがしばしばリーク対象となり、ライスから冷たくあしらわれることが定番となっている。
- ほっこり下ネタ

普段からがっつり下ネタを言ってしまう関町のために、下ネタなのに微笑ましい、思わずほっこりしてしまうような下ネタを紹介するコーナー。#125の「冷めるリーク」にて、熊本の方言「しこる」に関する八代亜紀のエピソードが披露された際、「エロよりも面白さが勝つ」といったこの種の話が「ほっこり下ネタ」と命名されたことが発端である。その後、#127で実際に応募があり、「冷めるリーク」と隔回で募集する形でコーナーが始動した。
- 架空CM

ラジオ番組の最中によく流れるような、どこかレトロでコミカルなフィクションCMを関町が演じるコーナー。特番期は大半が関町の自作であり、ダジャレを主軸とするものが多かった。レギュラー期からはリスナーからの応募作となり、一時期は蒲田にまつわるCMであふれてしまったため、田所から「蒲田ネタのCMは今後NG、作ったらDMで送って」と禁止令が下された。「仁義食品」「てーへん君」等、複数作が生み出される人気シリーズも存在し、#3で登場した「トチダ製薬」は番組特製のグッズにも採用された。
毎年末には、「架空CM大賞」の発表が行われる。リスナー投票による人気1〜3位の他、田所賞・関町賞が選出され、特別な景品が授与される。

### 過去に終了したコーナー
- 関町は何を食べているでしょう

関町の食べる音だけを聞いて、それが何かを当てるクイズのコーナー。リスナーからは、「今回は簡単でした」等の前置きに始まり、ヒントにこじつけてとんでもないキワモノ（多くは食べ物ではない）を回答するという定型文のメールが寄せられる。中には趣旨に反して、本当に食べていたものを正しく答えて送ってくるメールもあるが、それらは田所から、シュレッダーにかけるか、ブロックするか、弁護士を通じて裁判に出るかといった厳格な措置が言い渡される。正解として扱われたメニューの例として、「レンコンの穴に正露丸を詰めたもの」「マックシェイク THE ニラ味」等があり、それらは正解発表時、実際に関町が口にすることとなる。#38で終了。
- 謝罪しよう

今後もしライスが不祥事を起こしてしまった時に備えて、謝罪会見や囲み取材を練習するというコーナー。リスナーから不祥事のテーマを募集し、関町がそれに合わせて、記者に扮した田所からの追及をかわすというロールプレイを行う。巧い言い訳で記者を納得させられたら成功、という狙いであったが、結局は関町の十八番であるダジャレがオチになってしまい、田所によって強制終了させられる展開となる。不祥事の例として、「全裸でスタバの列に並ぶ」「報道番組のコメンテーターでオヤジギャグを連発し、不謹慎」等がある。特番期の#10で終了。

### パーソナリティ非公認のコーナー
- 俳句

#5から突如スタートしたコーナー。もとは#4の「謝罪しよう」で、「もしも夏井先生と不倫をしたとしたらどう謝罪するか」というお題で関町がラブホテル俳句を詠んだことから派生し、リスナーのたたみならし氏から送られてきた本格派俳句が発端だった。ライスの二人は俳句のクオリティに驚きつつ、俳句のコーナーは募集していないとはっきり断った。が、その後も継続してたたみならし氏から俳句や短歌が送られ、さらに他のリスナーからも送られるようになり、パーソナリティ非公認のまま実質コーナー化した。レギュラー期の#17には、たたみならし氏から、番組昇格を祝福するラップが送られてきた。

## 配信回一覧
#1～13の特番期、#14～のレギュラー期に分けて掲載する。
| 回 | タイトル                                  | トーク                                                                                              | 架空CM ※（ ）はリスナー名                                | コーナー               | 備考             |
| -- | ----------------------------------------- | --------------------------------------------------------------------------------------------------- | -------------------------------------------------------- | ---------------------- | ---------------- |
| 1  | 誤爆魔 関町                               | - 番組名の由来 - 誤爆LINE - 関町の過去の誤爆                                                        | 300円ショップ トゥモロー                                 | ー                     |                  |
| 2  | 初バイトは六本木                          | - ライスの自己紹介 - 吉本に入った経緯 - 過去にしていたバイト                                        | ドジョウ料理 たまき                                      | ー                     |                  |
| 3  | 10回クイズみたいなもん                    | - 告知を全て間違えていた関町 - この番組だけ応援ボタンが押せなくなっている - 危ない言い間違い        | トチダ製薬「パル」                                       | 何を食べているでしょう |                  |
| 4  | 手裏剣が落ちてる庭                        | - 吉本ブサイクランキングと関町 - おすすめ旅行先 - 関町の先祖                                        | タジマ肛門クリニック                                     | 謝罪しよう             |                  |
| 5  | 未来の珍品料理                            | - この番組のサムネイル、うんち食べているようにしか見えない - ラブホテル俳句 - 農林水産省イベント    | 育毛剤「シャーメンS」                                    | 何を食べているでしょう |                  |
| 6  | 初デートは鎌倉で                          | - ダブルヒガシへの声掛けを間違える - ライスの取扱説明書 - メガネとあそこは連動している              | 焼肉 サンタ                                              | 謝罪しよう             |                  |
| 7  | ケセラセラだね                            | - 関町母から田所への長文LINE - 似ている顔の人                                                       | ミツオカ食品「お酢」                                     | 何を食べているでしょう |                  |
| 8  | 渚のトワイライト                          | - 後輩の空気階段にグリーン車を先越される - ずっとお金の話をしているザ・ギース尾関 - Twitter拡散能力 | タニザキ製パン「もちもちビッグナン」（クリームブリュレ） | 謝罪しよう             |                  |
| 9  | ウソみたいだけど、 本当にウソの話         | - 出身地と関連芸能人 - スロットの5号機が終わる - スロットの歴史を熱く語る田所                       | 「知念さんの紫芋ドリンク」                               | 何を食べているでしょう |                  |
| 10 | 過去から未来、 未来から過去へのバトン     | - 「メトロンズのロゴとユニフォームがダサい」 - 大学のサークル - 友人の結婚式VTRですべるライス       | ソウカデンタルクリニック                                 | 謝罪しよう             | 音声データの紛失 |
| 11 | 【ゲスト:マヂカルラブリー村上】皆無です。 | - 寝る時にこのラジオを聞いている村上 - 村上ガールズについて                                         |                                                          |                        | アーカイブ無し   |
| 12 | マックシェイク THE...                     | - 劇場出番の代役で選考漏れするライス - ダウンタウン松本さんがお忍びでライブ見学に                   | ミツオカ食品「本格ナムル」                               | 何を食べているでしょう |                  |
| 13 | 一番の敵は...                             | - メトロンズロゴ - 関町の顔ファン - 架空CM振り返り - このラジオを終わらせようとしていたのは…？      | マンチュリー53                                           | ー                     |                  |

| 回  | タイトル                                                                         | トーク                                                                                                 | 架空CM ※（ ）はリスナー名                                                                                  | コーナー               | 備考                   |
| --- | -------------------------------------------------------------------------------- | --- | --- | ---------------------- | ---------------------- |
| 14  | テンション上げて〜                                                               | | |                        |                        |
| 15  | スロット探偵                                                                     | 大阪での田所「スロット探偵」                                                                           | 自動車専門店「ヤッテモーター」（中野坂上）                                                                 | 今週の蒲田             |                        |
| 16  | くるぶしかと思った…                                                              | 「ふらっと」失言 農林水産省イベント KOCの会                                                            | タメタ「大豆生まれの健康食品 おとうふさん」（佐藤ドリル）                                                  | 何を食べているでしょう |                        |
| 17  | ペチュキムチって言うらしいよ                                                     | | |                        |                        |
| 18  | どじょうすくいの呼吸                                                             | | 手もみ処 キャッスル（赤い水性ペン）                                                                        | 何を食べているでしょう |                        |
| 19  | 三尺ってどのくらいなの…？                                                        | メトロンズ搬出での三尺事件                                                                             | ヒガシヤマ「もちもちクリームパン」（モジャンゲリオン）                                                     | 今週の蒲田             |                        |
| 20  | お読みネムネム…                                                                  | オカルト妨害工作 暴露系芸人関町 最悪な飲み会エピソード                                                 | 「無臭人」（赤い水性ペン）                                                                                 | 何を食べているでしょう |                        |
| 21  | あいつは蒲田にしよう                                                             | 鬼龍院翔とライス 関町の特技 一年目芸人との共演について                                                 | なし | 今週の蒲田             |                        |
| 22  | ロッテ鎖骨のマーチ                                                               | カラスとハエに襲われる 応援チケット獲得の秘訣 「上半身裸祭り」の思い出 「ライスんち」終了              | やいやい亭「牛タン担々麺」（クリームブリュレ）                                                             | 何を食べているでしょう |                        |
| 23  | スタローンは、顔芸の人                                                           | 映画と趣味 舞台上から客席への視線                                                                      | テック鈴木「スーキュレーター」（サンセット85）                                                             | 今週の蒲田             |                        |
| 24  | バ行全部いくつもり                                                               | 応援チケットへのお礼画像 10年ぶりLIVE STAND開催決定                                                    | 「優しい野菜を食べヤサイ」（濃縮された瑠璃祭）                                                             | 何を食べているでしょう |                        |
| 25  | 残像                                                                             | ポルターガイスト現象 バスツアー思い出の宿に家族旅行 かじられ酒Tシャツ リスナーおすすめコント師         | 花巻酒造「微・アルコールビール」（フジワラモトオ、スマブラ参戦）                                           | 今週の蒲田             |                        |
| 26  | 【ゲスト:ゴールデンボンバー 鬼龍院翔さん】 鬼龍院翔✕ライスのスペシャルユニゾン！ | | |                        |                        |
| 27  | ハゲ社会のルール                                                                 | 新コーナー「関町のセクハラ」 関西弁とハゲはずるい 寄席でやらないネタ                                   | 取手食品「とってのだし」（おっちゃんこちゃん）                                                             | 今週の蒲田             |                        |
| 28  | KOCジンクス                                                                      | 「関町のセクハラ２」 KOCジンクス                                                                       | トチダ製薬「バンバンエナジー」（ファニーバウズ）                                                           | 何を食べているでしょう |                        |
| 29  | ファミマ合わせ                                                                   | ラップのコーナー 高校の学祭としまなみ海道ロケ 公式Twitterをフォローしない関町 結婚報告どこでするか問題 | フランスパン専門店「マダム・サチコ」（Mr.バックドロップ）                                                  | 今週の蒲田             |                        |
| 30  | KOCジンクス「2」                                                                 | ラジオの代打 リスナーが考えるジンクス                                                                  | 東京アートブローチフェスティバル（4,672段積み）                                                            | 何を食べているでしょう |                        |
| 31  | 恵比寿で遭遇                                                                     | 「関町のセクハラ」コーナー ラップのコーナー 恵比寿で目撃した不審者 フジモンと川島のカラオケ            | メオトフーズ「おふふの麩」（本格派茶碗）                                                                   | 今週の蒲田             |                        |
| 32  | ノリにもしたくない                                                               | 「関町のセクハラ」 音量問題 ラヴィットのロケ 福岡公演、村上の愚痴                                      | 居酒屋道場「カラテヤ」（本格派茶碗）                                                                       | 何を食べているでしょう |                        |
| 33  | 「それでは写真を見ていただきましょう」                                           | | |                        |                        |
| 34  | 【ゲスト回】にっくんの２！西村の２！                                             | | |                        | アーカイブ無し         |
| 35  | エンタメをやってんだから                                                         | | |                        |                        |
| 36  | ネットにリークしたのお前だろ                                                     | | |                        |                        |
| 37  | ボケっぽく言ってよ                                                               | | |                        |                        |
| 38  | この美味しさドーナッツるの？？                                                   | | |                        |                        |
| 39  | 東京チカラめし                                                                   | | |                        |                        |
| 40  | キングオブコント2022振り返りSP                                                   | | |                        |                        |
| 41  | マネージャーに怖くて聞けてない                                                   | | |                        |                        |
| 42  | TikTokとパンケーキ                                                               | | |                        |                        |
| 43  | 【ゲスト:コットン】キングオブコントの新たなジンクス                              | | |                        |                        |
| 44  | 顔でボケてきちゃう                                                               | | |                        |                        |
| 45  | ブレイクショット                                                                 | | |                        |                        |
| 46  | 一生撤収やります精神                                                             | | |                        |                        |
| 47  | 蒲田と一緒にしないでよ                                                           | | |                        |                        |
| 48  | 仁も可愛くなってきてない？                                                       | メトロンズ「Pump Up Boys！」感想                                                                       | |                        |                        |
| 49  | 出てる出てる出てる！                                                             | | |                        |                        |
| 50  | 【ゲスト:メトロンズ】かわいいの発起人                                            | | |                        | アーカイブ無し         |
| 51  | 最悪のところで終わった…                                                          | | |                        |                        |
| 52  | M-1の新たなジンクス？                                                            | | |                        |                        |
| 53  | 「カマタ」                                                                       | | |                        |                        |
| 54  | ジョウダーン！冗談、冗談！                                                       | | |                        |                        |
| 55  | １週間の余韻は何なの？                                                           | | |                        |                        |
| 56  | ヤングマンさん                                                                   | | |                        |                        |
| 57  | ギャンブル理論の証明                                                             | | |                        |                        |
| 58  | わあああああああん！                                                             | | |                        |                        |
| 59  | バースデー                                                                       | | |                        |                        |
| 60  | 蒲田のおじさん                                                                   | | |                        |                        |
| 61  | なんでこんな事になっちゃうのよ…                                                  | | |                        |                        |
| 62  | 【ゲスト:フルーツポンチ】目指せ準優勝！                                          | | |                        | アーカイブ無し         |
| 63  | キングオブコントの会                                                             | キングオブコントの会 コント最多登場の関町 バイきんぐ小峠との稽古でパニック                             | |                        |                        |
| 64  | カルテに流氷                                                                     | BSよしもとのCM撮影話                                                                                   | |                        |                        |
| 65  | 帰ってきたスロット探偵                                                           | | |                        |                        |
| 66  | オフの川崎麻世                                                                   | オフの川崎麻世の正体                                                                                   | |                        |                        |
| 67  | 脳焼きイベント                                                                   | | |                        |                        |
| 68  | チケット完売！！                                                                 | | |                        |                        |
| 69  | 関町隆史                                                                         | | |                        |                        |
| 70  | マジ日本の宝                                                                     | | |                        |                        |
| 71  | もっと高いだろハンバーグ！                                                       | 食を巡る庶民感覚 公開収録感想                                                                          | アニメ「バカ舌グルメのてーへん君」（ぽん助）                                                               | 冷めるリーク           |                        |
| 72  | 理由を言ってくれないと、信じられない                                             | | |                        |                        |
| 73  | THE マトン                                                                       | | |                        |                        |
| 74  | ライスの被害者                                                                   | | |                        |                        |
| 75  | ロボットに馬鹿にされている                                                       | | |                        |                        |
| 76  | 【ゲスト:ヤーレンズ】 尾関さんじゃないと思ったら尾関さんだった                   | | |                        |                        |
| 77  | 自分だったんじゃない？                                                           | | |                        |                        |
| 78  | 次からはちゃんと考えて送りましょう                                               | | |                        |                        |
| 79  | 今すぐ会いたいよ                                                                 | | |                        |                        |
| 80  | 【ゲスト:ダイタク】双子ミステリー                                                | | |                        | アーカイブ無し         |
| 81  | メトロンズが成長してる                                                           | メトロンズ「ホームルール」感想                                                                         | |                        |                        |
| 82  | 移動面白噺                                                                       | | |                        |                        |
| 83  | 絶対にまだ早い                                                                   | | |                        |                        |
| 84  | 頭の中で叫んでる                                                                 | | |                        |                        |
| 85  | ファンタジーなの！                                                               | | |                        |                        |
| 86  | サポンサー                                                                       | | |                        |                        |
| 87  | 【ゲスト:サルゴリラ】おっきい動物                                                | | |                        |                        |
| 88  | 座王、初出演、初グリーン                                                         | | |                        |                        |
| 89  | キングオブコント2023決勝メンバー                                                 | KOC決勝メンバー発表                                                                                    | ヤキグリヤ（ぐりとつま）                                                                                   | 冷めるリーク           |                        |
| 90  | 俺とおたけ以外全員                                                               | 松本人志の誕生日会                                                                                     | ノンアルコール粉ミルク「母なる海のおっぱい」（本格派茶碗）                                                 | 今週の蒲田             |                        |
| 91  | ネットニュースになってもいい                                                     | サルゴリラKOC決勝進出                                                                                  | 蒲田金属買取店「カイトリダスター」（フジワラモトオ、スマブラ参戦）                                         | 冷めるリーク           |                        |
| 92  | キング・オブ・恥部                                                               | コント脚本を見られる恥ずかしさ お金か時間か                                                            | バカ舌グルメのてーへん君（ぽん助）                                                                         | 今週の蒲田             |                        |
| 93  | サルゴリラ優勝！                                                                 | キングオブコント2023感想                                                                               | 架空CMの架空CM（本格派茶碗）                                                                               | ー                     |                        |
| 94  | ライス母校に帰る                                                                 | | |                        |                        |
| 95  | 学祭9分事件                                                                      | 学祭で受けるネタとは？ 何度も見返してしまう番組                                                        | 仁義食品プレゼンツ「キングオブカマタ2023」 （フジワラモトオ、スマブラ参戦）                                | 冷めるリーク           |                        |
| 96  | 漫才に関する関西弁、 コントに関するトリオずるい                                  | 世界の真理を知ったライス 好きなネタ                                                                    | ヤマモトのメリケンサック（ポークチョップ）                                                                 | 今週の蒲田             |                        |
| 97  | 上海の自由時間                                                                   | 上海ライブの裏話                                                                                       | 空気清浄機「空気を食う機」（１、２）                                                                       | ー                     |                        |
| 98  | 【公開収録in蒲田】蒲田の神？                                                     | | |                        |                        |
| 99  | １人で辞めさせるわけにはいかないな！                                             | 100回が一区切り？ 漫才劇場の衣装が小さすぎる                                                           | ニシスズ病院（ぽん助）                                                                                     | 冷めるリーク           |                        |
| 100 | ミラクルスンドゥブ                                                               | 賞レース敗退者をどう慰めるか 機内ハーゲンダッツ カゲヤマのネタ考察                                     | 【100回記念】トチダ製薬（本格派茶碗）                                                                      | 冷めるリーク           |                        |
| 101 | カラオケの達人関町                                                               | 富山のカラオケ講習営業 情熱スリーVTR出演                                                               | 覗き促進専門店 ペア・レンズ（スティーブンの部屋）                                                          | 冷めるリーク           |                        |
| 102 | 架空CM大賞                                                                       | | 餃子の大将（そらとびオブジェクト）                                                                         |                        |                        |
| 103 | 私利私欲のボケ                                                                   | コントの時間を延長する方法 M-1について                                                                 | 田所リサイクルショップ（イカしゅうまい）                                                                   | 冷めるリーク           |                        |
| 104 | スター・ビーチのプロ                                                             | 都市伝説のロケ スマホ談義                                                                              | 窯ピザ幕府（本格派茶碗）                                                                                   | 今週の蒲田             |                        |
| 105 | びっくりスマスだよ                                                               | ハリセンボン退所                                                                                       | 買取専門店 潮干狩り（スティーブンの部屋）                                                                  | 冷めるリーク           |                        |
| 106 | 笑いの神様は「ライス」                                                           | KOC優勝後の赤羽の変貌 新聞投稿「笑いの神様」                                                           | 仁義食品「破〜門状カレー」（本格派茶碗）                                                                   | 今週の蒲田             |                        |
| 107 | 漏らしてるやつがいる！                                                           | | オオゲサ堂「豊潤美容液」（カズオ）                                                                         |                        |                        |
| 108 | 人間味がある                                                                     | DMに金の無心 危ない言い間違い                                                                          | 一人飲み居酒屋 焼酎一本校（フジワラモトオ、スマブラ参戦）                                                  | 今週の蒲田             |                        |
| 109 | 本気で俺らを喜ばしにきて欲しい                                                   | メトロンズ第6回公演裏話 永井の差し入れ                                                                 | 空ソーラー「太陽光パネル」（きんちょ）                                                                     | 冷めるリーク           |                        |
| 110 | 【ゲスト:男性ブランコ 浦井さん、うるとらブギーズ佐々木さん】バカボン             | | 染髪吉兆（おはぎマウンテン）                                                                               |                        | アーカイブ無し         |
| 111 | ちょっとキレた                                                                   | サルゴリラ赤羽がキレた話 関町のリーク癖 責任転嫁し合う同期たち                                         | サーターアンダギー小町「カルシウム配合サーターアンダギー」（おっちゃんこちゃん）                           | 冷めるリーク           |                        |
| 112 | 最悪な最終回                                                                     | ファイアーサンダーのコンビ仲 ３人組のバンドといえば？                                                  | ひっぱり麺ハンティングゲーム「ラーメンストライク」（おはぎマウンテン）                                     | 今週の蒲田             |                        |
| 113 | もちろん全くわからなかった                                                       | 鳥山明訃報 パチスロ化したい作品 舞台「天才バカボンのパパなのだ」                                       | ドライクリーニング店 ドラいもん（おっちゃんこちゃん）                                                      | 冷めるリーク           |                        |
| 114 | 蒲田で健康診断                                                                   | 蒲田で健康診断 ライブ「米ディアンズ」                                                                  | スマートメリケンサック「iSack」（4,672段積み）                                                             | 今週の蒲田             |                        |
| 115 | ジジイのラジオ                                                                   | R-1と座王 健康診断                                                                                     | スロット「I'm カマター７」（陰毛ライス）                                                                   | 冷めるリーク           |                        |
| 116 | ジャンボメンチカツ                                                               | ドラマ「向かいのアイツ」 ひとり〇〇                                                                    | テーマパーク新エリア「エルボのエスケープフロム打ち身ストリート」（スティーブンの部屋）                     | 今週の蒲田             |                        |
| 117 | オリックスファン                                                                 | 始球式直前 セルフ血圧測定への疑惑 TONIKAKU大感謝祭                                                     | 東急雑貨店（みりん）                                                                                       | 冷めるリーク           |                        |
| 118 | 恥ずかしいよ、ほんと                                                             | ドラマ「向かいのアイツ」 同期ライブ                                                                    | 蒲田専門学校（陰毛ライス）                                                                                 | 今週の蒲田             |                        |
| 119 | 【公開収録】ベルちゃん                                                           | 始球式のエピソード 「座王」のネタについて 関町の可愛い所                                               | 週刊少年カマタ（陰毛ライス）                                                                               | 今週の蒲田             | 2024 架空CM大賞 3位    |
| 120 | 【公開収録 ゲスト:メトロンズ】 軽作業                                            | ドラマ「向かいのアイツ」 メトロンズ撤収話                                                              | サスペンスホラー作品「ただ食パンの袋を留めてただけ～私の名前はバック・ロージャー～」（スティーブンの部屋） | ー                     |                        |
| 121 | アキラ100%スタイル                                                               | 大阪での11ステージ                                                                                     | 加藤チャタクシー（本格派茶碗）                                                                             | 冷めるリーク           | 2024 架空CM大賞 関町賞 |
| 122 | 9期変なやつが多い                                                                | | ゴーグル法律相談事務所（フジワラモトオ、スマブラ参戦）                                                     |                        |                        |
| 123 | やっぱ止めとくか                                                                 | 同じ話 ゆりやんと福岡営業 番組告知はいつからOKなのか                                                   | 蒲田生命（陰毛ライス）                                                                                     | 冷めるリーク           |                        |
| 124 | 漫ご                                                                             | 漫画の実写化                                                                                           | パチカス学院蒲田本校（つまみ枝豆固め濃いめ多め）                                                           | 今週の蒲田             |                        |
| 125 | 味方が1人もいなかった                                                            | メトロンズコントライブのアフタートーク                                                                 | そうだ、蒲田、行こう（陰毛ライス）                                                                         |                        |                        |
| 126 | お笑い奴隷                                                                       | | 平家飲み語り蒲田店（本格派茶碗）                                                                           |                        |                        |
| 127 | 何してたんだよこの20年間                                                         | | セメント「セメン溶イテH」（フジワラモトオ、スマブラ参戦）                                                  |                        |                        |
| 128 | 相方が潰してくるかね！？                                                         | 「ライスのまちなび」初回収録の話                                                                       | 仁義食品「シャバカレー」（本格派茶碗）                                                                     |                        |                        |
| 129 | 8時チェックインの罠                                                              | | 感動巨編「ろくでなし北斗の奇妙なるろ剣前派出所」（陰毛ライス）                                             | ほっこり下ネタ         |                        |
| 130 | 何なん？南蛮？                                                                   | | アニメ「バカ舌グルメのてーへん君 麺下一武道会最終話」（本格派茶碗）                                        | 今週の蒲田             |                        |
| 131 | 蒲田に置き去り                                                                   | | 幻影薬品工業「イーユメミレール」（三級建築士）                                                             | 冷めるリーク           |                        |
| 132 | 使いたいと思わないハネ方                                                         | | 自動車学校 ファンシーキャッスル（4,672段積み）                                                             |                        |                        |
| 133 | 電流ビリビリヘディング                                                           | | イチョウ法律相談所（フジワラモトオ、スマブラ参戦）                                                         |                        |                        |
| 134 | なんの話すりゃいいかな？                                                         | | アニメ「バカ舌グルメのてーへん君（夏ver.）」（ぽん助）                                                     |                        |                        |
| 135 | 夏とかしてる？                                                                   | 川で溺れかけたフジモン KOCジンクス                                                                     | クリーンドームスタジアム（サラミン）                                                                       | 冷めるリーク           |                        |
| 136 | 蒲田は師たちをワクワクさせない                                                   | | トチダ製薬「ナナメルツマガマガ」（陰毛ライス）                                                             |                        |                        |
| 137 | 明日言いますよのサイン                                                           | 水曜日のダウンタウン 韓国でのライブ                                                                    | パチスロ ジャンジャラ（げそてん）                                                                          | ほっこり下ネタ         |                        |
| 138 | 【ゲスト:ファイヤーサンダー】 ライスの鞭                                         | | 「吉田のまいたけ」（ソルティードッグのグラスの塩は厄払い）                                                 |                        |                        |
| 139 | 気をつけろ！韓国の芸人おもろいぞ！                                               | 韓国でのライブ 韓国土産 アンケートを読まない関町                                                       | かわだ電機（サキ）                                                                                         | 冷めるリーク           | 2024 架空CM大賞 田所賞 |
| 140 | まんじゅうごめぇ〜ん！                                                           | 和田まんじゅうの歯ぎしり 韓国のバーガーキングは辛い？ マッチョ芸人のような田所の写真                   | 劇場版「金魚一少年の事件簿 金魚すくい殺人事件」（本格派茶碗）                                              | 今週の蒲田             |                        |
| 141 | はわわなおじさん                                                                 | | アデールパチンコホール（お豆ちゃん）                                                                       |                        |                        |
| 142 | あの社員さん                                                                     | 韓国海苔の値段 韓国のバーガーキング情報                                                                | 給食食品「給食豆板醤」（本格派茶碗）                                                                       | 今週の蒲田             |                        |
| 143 | 熱して冷まして                                                                   | メトロンズ 休日の過ごし方                                                                              | はまべ寿司（ミサキン）                                                                                     | 冷めるリーク           |                        |
| 144 | キングオブコント2024振り返りSP                                                   | | 仁義食品プレゼンツ「キングオブカマタ2024」（フジワラモトオ、スマブラ参戦）                                 |                        | 2024 架空CM大賞 1位    |
| 145 | 引き継ぎ                                                                         | | 海鮮丼専門店「海の幸物語」（フジワラモトオ、スマブラ参戦）                                                 |                        |                        |
| 146 | 【ゲスト:ラブレターズ】 ジャンピング土下座                                       | | 木の実の殿堂「ドングリホーテ」（フジワラモトオ、スマブラ参戦）                                             |                        |                        |
| 147 | 中西がわからないんだよぉ（泣）                                                   | メトロンズ「店出す」感想                                                                               | 株式会社ニッカ「ホッカホカニッカポッカ」（イカしゅうまい）                                                 | 冷めるリーク           |                        |
| 148 | 差し入れ問題                                                                     | | 朝一番のオールラウンドサポート「アサガオール」（半身）                                                     |                        |                        |
| 149 | 【公開収録】ジャムおじさん返し                                                   | 学祭で新ネタ                                                                                           | しゃっくりを止める情報誌「月刊ビックリ」（ぽん助）                                                         | 今週の蒲田スペシャル   |                        |
| 150 | 【公開収録 ゲスト:グランジ】 しゃらくせえ                                        | 田所のファッションインタビュー 遠山のあざといポスト                                                    | 「バカ舌グルメのてーへん君（withグランジ）」（陰毛ご飯）                                                   | ー                     | 2024 架空CM大賞 2位    |
| 151 | ちんちん回                                                                       | | 謝罪用AIアプリ「女将のささやき」（次は市役所前）                                                           |                        |                        |
| 152 | チャーハンと自販機                                                               | 大阪人の奇行 ふつおた （Xブロック・メトロンズグッズ・ 他事務所の出演事情）                             | 菜の花が丘歴史博物館（次は市役所前）                                                                       | 今週の蒲田             |                        |
| 153 | グダグダ言ってるけどさぁ〜                                                       | おしみんまる THE Wでの言い間違い                                                                       | おせちのミラクルビュッフェ（本格派茶碗）                                                                   | 冷めるリーク           |                        |
| 154 | 架空CM大賞2024SP                                                                 | 僥倖ライブでの活躍 新ネタライブ ファッションインタビュー感想 架空CM大賞                                | ー | 今週の蒲田             |                        |
| 155 | あけおめほっこり下ネタ                                                           | 新年カウントダウンの収録 ライスの仲良し芸人 M-1優勝予想                                                | 子守用小学生ロボット「ロボットおにいちゃん」（次は市役所前）                                               | ほっこり下ネタ         |                        |
| 156 | 強打                                                                             | 年末年始特番 「知らんけど」額強打事故 関町の数々のやらかし                                             | バラマキご祝儀用腕時計「G-Shukku」（そらなみ）                                                             | 今週の蒲田             |                        |
| 157 | 紅白いこうよ                                                                     | | |                        |                        |
| 158 | こんなもろてへんの？！                                                           | | |                        |                        |
| 159 | お姉さん                                                                         | | |                        |                        |
| 160 | お笑い原始人                                                                     | | |                        |                        |
| 161 | ご勘便                                                                           | | |                        |                        |
| 162 | 仁くんパパ                                                                       | | |                        |                        |
| 163 | ワルイトオモイマス                                                               | | |                        |                        |
| 164 | よかった！俺だけじゃなかった！                                                   | | |                        |                        |
| 165 | 昨日から怪しいと思ってた                                                         | | |                        |                        |
| 166 | 閉館                                                                             | | |                        |                        |
| 167 | Japanese Comedian                                                                | 関町のハリー・ポッターのオーディション話                                                               | |                        |                        |
| 168 | ビジュのはなし                                                                   | | |                        |                        |
| 169 | ええねん                                                                         | | |                        |                        |
| 170 | ピチピチ                                                                         | | |                        |                        |
| 171 | ピンネタ                                                                         | | |                        |                        |
| 172 | LAにもいない                                                                     | | |                        |                        |
| 173 | ち〇ち〇バトル                                                                   | 田所VS関町「包皮炎か否か」論争                                                                         | |                        |                        |
| 174 | 実は大人                                                                         | | |                        |                        |
| 175 | 関町が出ちゃってる                                                               | メトロンズ「遠藤さんの叔父さんが死んだけど旅行は行きたい」感想                                         | |                        |                        |
| 176 | 差し入れ                                                                         | | |                        |                        |
| 177 | とりこ                                                                           | | |                        |                        |
| 178 | ニーハオ！                                                                       | | |                        |                        |
| 179 | 結婚                                                                             | | |                        |                        |
| 180 | グダグダだよ                                                                     | 最終回                                                                                                 | |                        |                        |

## 月間MVP
毎月最初の配信回で、前月のコーナーはがきの中から最優秀を選び、月間MVPを表彰している。獲得者には番組特性ステッカーが送られ、さらに３回獲得でキラステッカーが送られる。

### 2023年4月
- 今週の蒲田∶
- 冷めるリーク∶

### 2023年5月
- 今週の蒲田∶
- 冷めるリーク∶

### 2023年6月
- 今週の蒲田∶
- 冷めるリーク∶

### 2023年7月
- 今週の蒲田∶
- 冷めるリーク∶

### 2023年8月
- 今週の蒲田∶
- 冷めるリーク∶

### 2023年9月
- 今週の蒲田∶スクイズ水着（１）

- 冷めるリーク∶スクイズ水着（２）

### 2023年10月
- 今週の蒲田∶ミルタンク（）

- 冷めるリーク∶でーひー林（）

### 2023年11月
- 今週の蒲田∶ポークチョップ（１）

- 冷めるリーク∶回送ぶっ飛ばしバス（２）

### 2023年12月
- 今週の蒲田∶フジワラモトオ、スマブラ参戦（３）

- 冷めるリーク∶ラジウス（）

### 2024年1月
- 今週の蒲田∶陰毛ライス（１）

- 冷めるリーク∶丸いチーズが好き（１）

### 2024年2月
- 今週の蒲田∶ラジウス（３）

- 冷めるリーク∶ひがしくるみ（１）

### 2024年3月
- 今週の蒲田∶陰毛ライス（２）

- 冷めるリーク∶フジワラモトオ、スマブラ参戦（４）

### 2024年4月
- 今週の蒲田∶4,672段積み（３）

- 冷めるリーク∶Mr.バックドロップ（）

### 2024年5月
- 今週の蒲田∶朝飯爆発（１）

- 冷めるリーク∶でーひー林（）

### 2024年6月
- 今週の蒲田：フジワラモトオ、スマブラ参戦（５）
- 冷めるリーク：シュシュ（１）

### 2024年7月
- 今週の蒲田∶4,672段積み（４）
- 冷めるリーク∶スクイズ水着（３）
- ほっこり下ネタ∶ナルアミルク（１）

### 2024年8月
- 今週の蒲田∶陰毛ライス（３）
- 冷めるリーク∶無限おかわり地獄（）
- ほっこり下ネタ∶ヤンデレクイナ（１）

### 2024年9月
- 今週の蒲田∶ミルタンク（）
- ほっこり下ネタ∶派遣のサンタ（）
- 冷めるリーク∶ニキータ（）

### 2024年10月
- 今週の蒲田∶Mr.バックドロップ（３）
- 冷めるリーク∶ユピン（１）

### 2024年11月
- 今週の蒲田∶きんちょ（）
- 冷めるリーク∶でーひー林（）

### 2024年12月
- 今週の蒲田∶フジワラモトオ、スマブラ参戦（６）
- 冷めるリーク∶ヤンデレクイナ（）
- ほっこり下ネタ∶ゆず巻き寿司（１）

## 番組内でのミーム

### 蒲田
田所仁が住み続けるディープな街。東京で住みたくない街ランキング1位であるが、リスナーである「カマター」は聖地巡礼として訪れる人も多い。主なランドマークはメリケンサック。

### 三尺
「尺」は長さの単位で、約303.030 mmである。すなわち三尺は約90cmのことであるが、関町にとって、これは単なる長さ以上の意味を持つ、トラウマ的な語である。
メトロンズでは当初、予算不足のために搬入・搬出を演者も手伝う形で行っていた。第三回公演の搬出の際、厳格な業者の男性から「三尺持ってこい」と命令された関町は、公演後の疲労で参っていたこともあり、柄にもなく「三尺って何のことですかね？」と言い返してしまった。結局、「三尺」は何かも分からず、ただ業者から詰め寄られ、一触即発の場面を他のスタッフからフォローしてもらい回避したものの、その日の帰りは一人泣きながらお寿司を食べたという。
「三尺」と呼称する道具が何であるかは不詳だが、舞台関係では現在も尺貫法が用いられており、たとえば平台は幅が3尺、長さが6尺のものを「さぶろく」、幅が4尺、長さが6尺のものを「よんろく」「しぶろく」等と呼ぶので、そういった類いの道具を指すのかもしれない。なお、#19の当エピソードはリスナーによる人気投票でも1位を獲得しており、搬出時の関町の姿を模したアクリルスタンドも制作された。この時、関町が担いでいるものは「三尺の何か」であり、業者が指示した「三尺」が実際何だったのかは未だに不明である。

## ジンクス
#28にて、「キングオブコントの優勝者を事前予想して、スケジュールが押さえやすい今のうちにゲストとしてブッキングしておこう」という企画が、リスナー獲得のための起爆剤として提案された。以降、決勝進出者が決まる前に予想でブッキングしたゲストが、2022年はコットン（準優勝）、2023年はサルゴリラ（優勝）、2024年はファイアーサンダー（３位）と、いずれも好成績を収めている。
類似のジンクスで有名なラジオ番組として、関根麻里の「KUSUKUSU」がある。が、本番組の特徴として、過去の優勝者の共通点を分析する等、リスナーの協力のもと独自の視点からの予想がなされるという点が挙げられる。巷で既に有名なものも含め、これまでに発見された共通点としては、
- 前年準優勝は最下位になる確率が高い
- 前年３位が優勝する確率が高い
- 初出場者が優勝する確率が高い
- ギャンブル好きは強い
- ヒゲのある人・無い人が交代で優勝している
- 2000年代結成のコンビが続く中、ある周期で2010年代結成コンビが優勝する
- どぶろっく（=9）、ジャルジャル（=J）、空気階段（=K）と、「大富豪」の捨て札が一つ飛びの数字で続いている
- 36歳が優勝しやすい

等、信憑性のあるものから突飛なものまで幅広く紹介されている。

## GERAとの確執
パーソナリティであるライスの二人が、番組制作元であるGERA側としばしば揉めることがある。多くはライスからの一方的な難癖であるが、GERA側が図らずも「妨害工作」のような振る舞いに出てしまう場合もある。
- もともと冠特番が開始したきっかけは、高校時代にライスの無限大ホールでのライブに通っていたGERA社員からのブッキングによるものであったが、「どうしてその後ライブに来てくれなくなったのか」について、関町がその社員に問い詰めた[1]。
- 番組開始当初、ミラクルビュッフェにだけ応援ボタンが使えないという不具合（Androidユーザーのみ）が発生した。応援ボタンはその投票数の順位が番組継続に影響するため、ライスは「レギュラー昇格に対する妨害工作」だとGERA側を非難した。[7]
- 番組の公式Twitterの告知で、ハッシュタグが「ミラクルブュッフェ」と誤記されていた。[8]
- 同Twitterで、ハッシュタグが「ミラクルビッフェ」と誤記されていた。この巧妙な妨害工作に対し、関町は「バ行全部行くつもりですか？」とつっこんだ。[9]
- #10にて、タイトルコール後からCMまでのトーク部分の音声データが紛失するという事態が発生した。その後撮り直したトークにおいて、ライスは「レギュラー昇格を妨害するための工作か、あるいはトークがあまりにもつまらなかったためのお蔵入り」のどちらかであろうと考えた[10]。
- 特番期の最終回にて、関町は、番組継続を祈る制作陣一同の内でただ一人「たまに単発の放送でもよい」と発言したことが暴露され、また、番組最後の応援ボタンの説明を雑に流し読みするなど、最後まで消極的な姿勢だった。そこで、番組の継続を妨害していた最大の敵はGERA側ではなく、むしろ関町であったことが発覚した[11]。
- リスナーに応援チケットを使ってもらうための工夫として、応援後に表示される「お礼画像」中にレアな画像を混ぜ込ませることで、射幸心をくすぐるアイデアが#22で提案された。しかし、このアイデアはなかなか実現されず、結局ミラクルビュッフェ単独ではなく、後日GERAの全番組で実施されることが決定した。これに対し、ライスの二人はアイデアの横取り、GERAの裏切りであると非難した。

## リスナーとの確執
パーソナリティであるライスの二人（特に関町）が、リスナー側としばしば揉めることがある。多くはミラクルビュッフェやGERAの仕事を軽視する関町への注意や指導であり、それに対して関町が悪態をつく・応酬するといったやり取りが見受けられる。
- レギュラー昇格を祝福するリスナーのメール内で、改めて関町による妨害工作が暴露された。番組開始当初、自身のSNSにおいて配信日時を間違えて告知していたこと等が非難された[12]。